# Критика иудаизма
Критика иудаизма может исходить как от религиозных, так и от светских авторов. Зародилась ещё в античности. Современная критика также отражает внутреннюю иудейскую полемику между ортодоксальным, реформистским, консервативным и другими направлениями иудаизма.
Помимо прочего может быть связана с враждебным отношением к иудаизму как к таковому, основанным на предубеждениях — антииудаизмом. Чаще всего речь идёт об отношении к евреям со стороны христиан, реже — мусульман. Однако историк Александр Грушевой полагал, что критику и непонимание еврейских обычаев со стороны римской, греческой и грекоязычной античной элиты также следует называть антииудаизмом.
Существуют как еврейские или иудейские стереотипные представления о христианстве, так и христианства об иудаизме. В различные периоды истории обращавшиеся к этим темам авторы акцентировали внимание на разных элементах обеих религий. Часто утверждается, в положительном или отрицательном смысле, что христианство преимущественно направлено на «потустороннее», тогда как иудаизм — на «посюсторонность»; христианский аскетизм противопоставляется иудейскому утверждению земной жизни и ценностей; христианская доктрина о посредничестве между людьми и Богом (через культ святых, иконопочитание и др.) — представлению иудеев о возможности непосредственного общения с Богом и его прощении; христианство как религия любви — иудаизму как религии «Закона»; христианский «универсализм» и иудейский «партикуляризму», церковная иерархия, имеющаяся во многих формах христианства — авторитету иудейских раввинов.
Апостол Павел критиковал иудеев своего времени, которые считали дела или закон разграничителем между теми, кто находится в народе Божьем и теми, кто за его пределами. Он критиковал ограничение народа Божьего узкими, этническими и географическими рамками и предложил более «открытую», инклюзивную форму иудаизма, основанную на вере во Христа. Критика Павла была направлена по отношению тому течению иудаизма, к которому он ранее принадлежал сам. Он фактически переходил из «закрытого» иудаизма в «открытый».
Отмечается, что в социологическом плане образ жизни, предписанный галахическим иудаизмом, наделил еврейство однозначно особой идентичностью, которая была источником глубокого дискомфорта для тех евреев, которые стремились к культурной, социальной и политической интеграции в нееврейское сообщество, в котором они жили. Авторитарная власть ортодоксальных раввинов и хасидских цадиков в традиционалистских общинах вела к открытому конфликту между мятежной молодёжью и религиозным истеблишментом. Это был контекст, в котором среди прогрессивных еврейских интеллектуалов развился яростный «антиклерикализм», оставивший бесчисленные свидетельства в форме полемических статей, автобиографических произведений и художественной литературы. Эмансипация евреев подразумевала разрушение тысячелетней социальной и культурной изоляции евреев. Впервые в истории Европы евреи смогли участвовать в нееврейской культуре, не подвергаясь клейму вероотступничества.
Реформистский иудаизм, появившийся в Германии в начале XIX века, рассматривает Закон как поучительный и вдохновляющий, но не обязательный, устранив многие иудейские ритуальные практики и догмы, утверждая, что они устарели. Если с точки зрения раввинистического иудаизма, каждая заповедь писаного закона в Пятикнижии (Torah sh’bikthab) и устного закона (Torah sh’b’al peh), как кодифицировано в Шулхан Арухе, является одинаково обязательной, и церемониальный закон имеет такую же силу, как и религиозные и моральные заповеди, то реформистский иудаизм утверждает, что необходимо проводить различие между универсальными предписаниями религии и морали и постановлениями, вытекающими из обстоятельств и условий конкретного времени и места. Обычаи и церемонии должны меняться в зависимости от потребностей разных поколений. Ни один церемониальный закон не может быть обязательным вечно. Реформистский иудаизм был основан как ответ еврейских мирян на авторитарность традиционного или ортодоксального иудаизма и его раввинов. Реформаторы считали, что опасность для сохранения евреев исходит от ортодоксов, которые из-за своего обскурантизма не смогли увидеть новые вызовы, с которыми сталкивается иудаизм и которые должны быть сознательно приняты в настоящем, подобно тому, как как иудаизм отвечал, хотя и неосознанно, на подобные вызовы в прошлом.
Авраам Кон, первый реформистский главный раввин Львова (Лемберга) утверждал, что Среди евреев существует роковой раскол, во-первых, потому, что религиозные догматы и учреждения насильственно удерживались на уровне ушедшей эпохи, тогда как сама жизнь быстро движется вперёд; и, во-вторых, потому, что религиозные вожди, не имея никакого знания о мире и людях, мечтали о других временах и условиях и держались в стороне от жизни нового поколения, — отсюда возник поверхностный рационализм, враждебный всякой позитивной и исторической вере, рядом с косным, абсурдным формализмом. Авраам Гейгер, один из лидеров еврейского реформационного движения XIX века, подчёркивал свою веру в прогресс: Библия и Талмуд, по его мнению, представляют раннюю, примитивную стадию откровения, которое все ещё продолжается. Он считал, что многие традиционные обряды, такие как обрезание, затрагивают современную чувствительность или несовместимы с современной жизнью. Гейгер всё больше убеждался в необходимости «свергнуть Талмуд». В рамках реформистского иудаизма высказывались мнения, что Израиль замыкался в себе, избегал мира и жил обособленно; в своем уединении религия стала для него всем; толкование Закона и заповедей тяготели к соблюдению буквы, а не духа. Реформизм, с точки зрения его авторов, возник, чтобы защитить дух Закона, поставить дух выше буквы, подчинить последнюю первому. Первостепенное значение для духовного благополучия народа Израиля, согласно этому мнению, имеет отмена тех форм и обрядов, которые не способствуют правильной жизни или которые из-за изменившихся внешних условий стали бессмысленными. Кауфман Колер, один из главных представителей еврейского реформистского движения в Америке, утверждал, что религия Моисея (Mosaism) и раввинистический иудаизм были подходящими для более ранних эпох, зрелость человека требует свободы от буквы, слепого авторитета, «от всех ограничений, которые сдерживают умы и посягают на сердца». Современный еврей готов идти самостоятельно, ему требуется не Закон, а «живой иудаизм», одновременно просвещенный и благочестивый, апеллирующий как к разуму, так и к чувству.
Полемика между ортодоксами, как стали называть традиционалистов, и реформаторами была ожесточенной. Ортодоксы, со своей стороны, относились к реформам как к вопиющей ереси. Они считали реформистский иудаизм как не более чем конформизмом, удобной религией, которая, если ей следовать, полностью выведет евреев за пределы иудаизма.
Консервативный иудаизм менее склонен, чем ортодоксальный, принимать непогрешимость священных текстов, утверждая, что божественные происхождение иудейского закона было предметом человеческого развития и практики.
По мнению Мордехая Каплана, американского раввина и основателя реконструктивизма еврейское наследие, включая веру в Бога, должно быть переосмыслено так, чтобы оно соответствовало интеллектуальному мировоззрению XX века. Тора, которая на практике является еврейской цивилизацией, должна получить новую функциональную интерпретацию.